# Schlachthof 5 oder Der Kinderkreuzzug

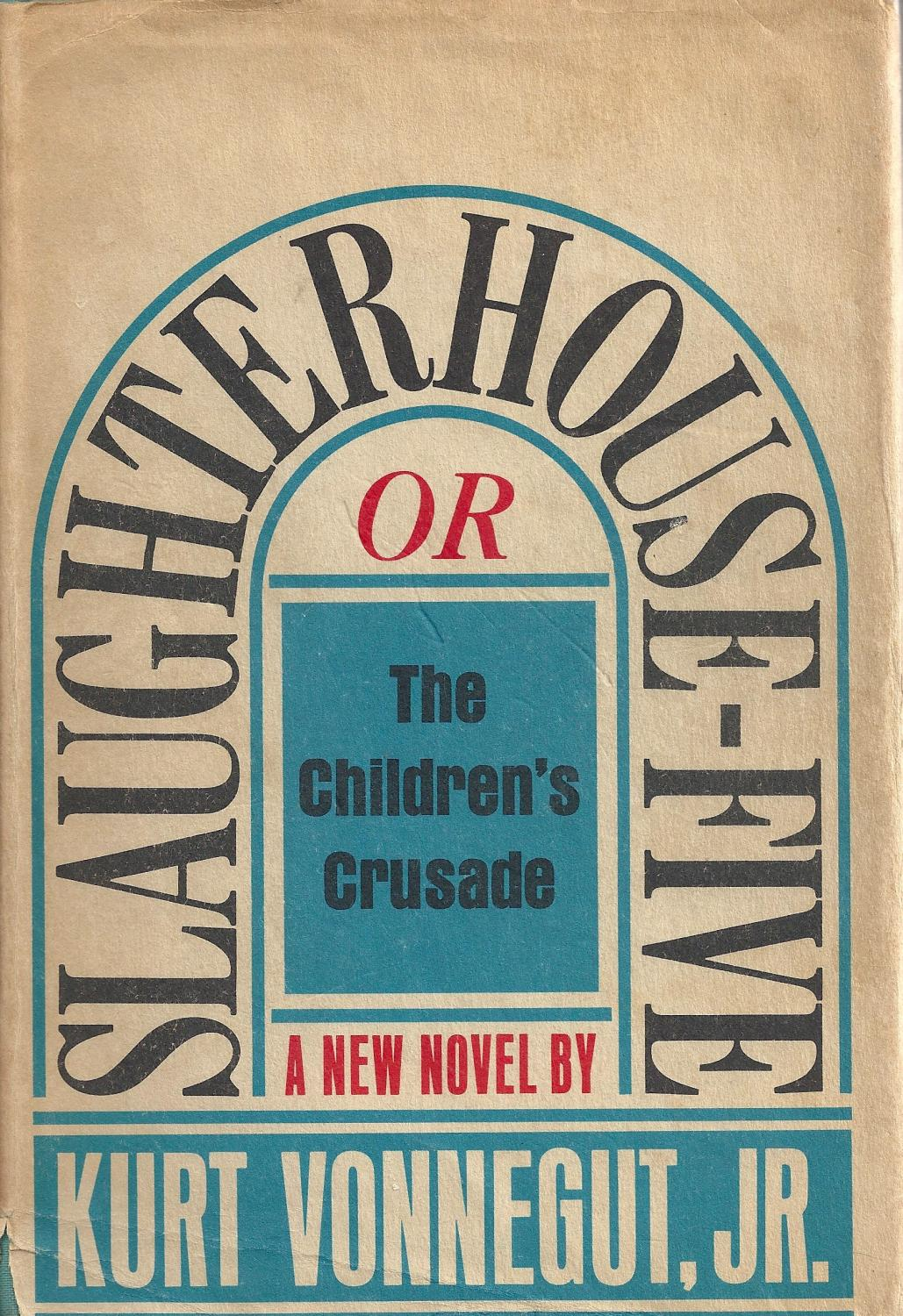

Schlachthof 5 oder Der Kinderkreuzzug, englischer Originaltitel Slaughterhouse-Five or The Children’s Crusade: A Duty-Dance with Death, ist ein 1969 erschienener Roman des amerikanischen Schriftstellers Kurt Vonnegut (1922–2007).
Er ist stark autobiographisch geprägt und hat die Luftangriffe auf Dresden im Februar 1945 zum Thema, die Vonnegut als Kriegsgefangener der Deutschen selbst miterlebt hatte; der Titel bezieht sich auf den Städtischen Vieh- und Schlachthof, in dessen Keller Vonnegut mit rund 100 anderen Kriegsgefangenen und Zwangsarbeitern den Feuersturm überlebte, der die Stadt in Trümmer legte. Der Roman kombiniert dabei realistische Schilderungen des Kriegsgeschehens mit Schwarzem Humor, Science-Fiction-Elementen wie Fliegenden Untertassen oder Zeitreisen und gilt nicht zuletzt wegen seiner ausgeprägten Metafiktionalität als eines der Hauptwerke der amerikanischen literarischen Postmoderne.

## Handlung
Der desorientierte und kranke amerikanische Soldat Billy Pilgrim wird als Kriegsgefangener in einem provisorischen Gefängnis im Keller eines stillgelegten Schlachthofes in Dresden festgehalten. Für Billy gerät aus unerklärlichen Gründen „die Zeit aus den Fugen“, und nach dem Zufallsprinzip besucht er unterschiedliche Abschnitte seines Lebens – so auch seinen Tod. Er begegnet Außerirdischen vom Planeten Tralfamadore, die ihn entführen und zusammen mit einer irdischen Frau in einem tralfamadorischen Zoo ausstellen. Die Tralfamadorianer sehen in vier Dimensionen, deren vierte die Zeit ist. Sie haben jeden Augenblick ihres Lebens bereits gesehen; vermögen nichts zu entscheiden, ihr Schicksal nicht zu ändern, können aber die Zeit in jedem möglichen Moment ihres Lebens zubringen, den sie wünschen.
Während des Romans springt Billy in der Zeit hin und her, er erlebt verschiedene Ereignisse seines Lebens noch einmal. Dies gibt ihm ein stetes Gefühl von Lampenfieber, da er nie weiß, welcher Teil seines Lebens als nächster folgt. Er verbringt eine Zeit auf Tralfamadore, während der Ardennenoffensive des Zweiten Weltkrieges watet er vor seiner Gefangennahme wie betäubt durch tiefen Schnee. Er lebt verheiratet nach dem Krieg in Amerika, bis zu seiner Ermordung auf der Erde viele Jahre später. Zum Zeitpunkt seiner Ermordung hat Billy sich den tralfamadorischen Fatalismus zu eigen gemacht, der ihm seinen persönlichen Frieden verleiht. Er hatte diese Philosophie unter Millionen Menschen verbreitet, was ihn zur berühmtesten Person der Erde machte.
Billys Fatalismus scheint in der Wirklichkeit (zumindest in Billys Wirklichkeit) in dem bekannten Gelassenheitsgebet begründet, das eingerahmt in seinem Büro hing, „zu den Dingen, die Billy Pilgrim nicht ändern konnte, gehörten Vergangenheit, Gegenwart und Zukunft“. Ein Tralfamadorianer begründet diesen Fatalismus mit seiner Erfahrung: „Ich habe einunddreißig bewohnte Planeten im Weltall besucht und die Berichte über weitere hundert studiert. Nur auf der Erde wird von freiem Willen geredet.“
Das Buch geht einer Reihe von Ereignissen in Vonneguts Leben nach, einschließlich des Todes seiner Schwester, seiner Gefangennahme durch die Wehrmacht im Zweiten Weltkrieg sowie der Bombardierung Dresdens, die den Bezugsrahmen des Buches bildet.

## Erzähltechnische Gestaltung
Insbesondere im ersten und im letzten Kapitel des Romans finden sich Reflexionen des Autors selbst über die Problematik des Erinnerns und die Auseinandersetzung mit der Vergangenheit, die er durch die Umsetzung in die Fiktionalität eines Romans zu lösen gedenkt. Indem derart in Slaughterhouse Five die Entstehung des Romans vom Autor selber zu einem Teil der eigentlichen Werkthematik gemacht wird, wird der Roman zugleich zur Metafiktion.
Die Reflexionen des Autors haben dabei vorrangig die Funktion einer Einführung; der Autor selber begreift seinen Versuch der Bewältigung der Vergangenheit durch Fiktionalität zugleich als gescheitert. Die Präsentation der Erlebnisse des Protagonisten legt nicht den Sinn offen, nach dem der Autor sucht.
Die experimentelle Erzählweise des Romans äußert sich ebenso in der Präsentation der verschiedenen Lebensabschnitte des Protagonisten als Collage in nichtlinearer, sprunghafter Form, die damit der Wahrnehmungsweise der außerirdischen Tralfamadorianer, mit denen der Protagonist in Verbindung zu stehen vorgibt, entspricht. Dem Leben der Außerirdischen mangelt es jedoch, nach irdischen Maßstäben betrachtet, ebenso wie ihren Büchern an allem Menschlichen.
Das Fehlen einer einheitlichen Perspektive und linearen Chronologie des Geschehens, an deren Stelle sprunghafte räumliche und zeitliche Standpunktwechsel treten, führen zwar zu einem häufig irritierenden Erzählverfahren im Sinne des postmodernen Anti-Realismus.
Anders als in den Collagen zeitgenössischer experimenteller Erzähler werden in Vonneguts Roman die einzelnen Teile aber mittels der Hin- und Herbewegungen durch die Zeit im Sinne der Science Fiction miteinander verbunden und auf einer „realistischen“ Ebene dadurch fundiert, dass sie jeweils als Erleben des geistig als nicht mehr voll zurechnungsfähig geltenden Protagonisten präsentiert werden.
Dessen Beruf als Optiker verweist dabei bereits auf das Thema der korrekturbedürftigen Wirklichkeitsperspektive hin; sein Nachname betont die exemplarische Rolle des Protagonisten als Reisender und Suchender, der als ein „spastic in time“ („Zeitspastiker“) jedoch die Kontrolle über die Zeit, in welcher er lebt, verloren hat. Im Gegensatz zu John Bunyans Christian in The Pilgrim’s Progress führt Billy Pilgrims Weg nach dem Erleben der Bombardierung Dresdens auch nicht von der „City of Destruction“, der Stadt der Zerstörung, zur himmlischen Stadt, der „Celestial City“.
Während das zentrale Geschehen des Romans die Gefangennahme des Protagonisten bis zu seiner Befreiung am Ende des Zweiten Weltkriegs umfasst, springt die Darstellung von dieser primären Erzählschicht aus immer wieder in die Vergangenheit und Zukunft Billy Pilgrims. Dabei bildet die Geschichte der Begegnung Billys mit den Tralfamadorianern eine „eigene Schicht der Darstellung“, mit der „die Form der Science Fiction“ nicht nur „in den Roman integriert“, sondern zugleich auch „parodiert“ wird.
Vermittelt über die Zeitreisen Billy Pilgrims wird es dem Erzähler möglich, im Sinne einer „utopischen Satire“  der historischen Realität des 20. Jahrhunderts die Welt der außerirdischen Bewohner des Planeten Tralfamadore kontrastiv gegenüberzustellen. Dabei erscheint die Wirklichkeit des geschichtlichen Geschehens als chaotisch und geprägt von allgegenwärtiger militärischer und politischer Gewalt sowie menschlicher Isolation und Entfremdung. Tralfamadore bildet demgegenüber eine „friedliche Gegenwelt“, deren Idealität aber zugleich in Frage gestellt wird, so beispielsweise durch die Zurschaustellung Billys im Zoo, die aus Zyanid bestehende Atmosphäre des Planeten oder das Sich-Verschließen der fatalistischen Tralfamadoreaner vor allem Unerfreulichen.

## Literarische Techniken
Der Roman setzt bestimmte Wendungen wiederholt ein. So dient etwa die stereotype Verwendung der Formel „Wie das so ist“ (bzw. „So geht das“ in der älteren Übersetzung) (“so it goes”) durch den Ich-Erzähler, wenn Tod und Vergänglichkeit erwähnt werden (seien es Menschen, Tiere oder die Luftblasen im Champagner), der Bagatellisierung der Sterblichkeit, die fatalistisch zur Routine bzw. zum makabren Schauspiel erklärt wird. Vonnegut selber bezeichnete in Selbstaussagen diese formelhafte Wendung, die ihm nach der Lektüre der Kriegsromane von Louis-Ferdinand Céline in den Sinn kam, mitunter als „Ausdruck gelassener Hinnahme des Unvermeidlichen“. Ebenso werden „Rosen und Senfgas“ zitiert, um den ekelhaften Verwesungsgeruch eines Leichnams oder eine Alkoholfahne zu beschreiben.
Der hier zum Ausdruck kommende Fatalismus darf allerdings nicht ohne Weiteres mit der Grundeinstellung des impliziten Autors im Roman gleichgesetzt werden. Die diversen Verweise auf die „Nicht-Erzählbarkeit des Grauens“ oder auf den Charakter des „Kinderkreuzzugs“, dessen Zusammenhänge der Protagonist nicht durchschaut und in den er gleichsam als Kind geschickt wird, deuten ebenso wie die zahlreichen satirischen Passagen auf eine moralische Position. Diese wird jedoch nur indirekt vermittelt.
Vonnegut nutzt in seinem Roman ebenfalls zwei von ihm neu konzipierte literarische Techniken: den Gebrauch des Refrains (chorus) und der koordinierenden Analogie (plant-connect). Erstere griff später der Autor Chuck Palahniuk in seinen minimalistischen Novellen auf. Vonnegut verwendet etwa den „Wie-das-so-ist“-Refrain als lapidare Übergangswendung zu einem anderen Thema, als Anzeige oder kleine Abwechslung.
Die koordinierenden Analogien lassen sich am besten anhand eines Beispiels erklären. Vonnegut benutzt den Ausdruck „leuchtendes Zifferblatt“ (“radium dial”) einerseits in einem bildlichen Sinne, um das Gesicht eines Russen im Gefangenenlager zu beschreiben, andererseits (sehr konkret) für die Beschreibung der Uhr seines Vaters, die ihn in der Dunkelheit einer Höhle (Carlsbad Caverns) beschützt. Dies betont die Verbindung zwischen beiden Personen. Das Gesicht des Russen erinnerte ihn daran, dass die Lagerinsassen Menschen waren, und daher ist der Moment der Erinnerung (oder des Wiedererkennens) für ihn voller Hoffnung, da er Vaters Uhr als eine Bastion der Sicherheit und Vertrautheit an einem fremden Ort empfand.

## Rezeption
Der Roman wurde nach der Veröffentlichung von der Literaturkritik überwiegend positiv gesehen und entwickelte sich als erstes Werk Vonneguts schnell zu einem Bestseller, der 16 Wochen lang teilweise auf Platz vier der The New York Times Best Seller list stand.
Trotz der positiven Aufnahme bei Lesern und Kritikern gehörte Schlachthof 5 wegen seiner realistischen und wiederholten Beschreibung fluchender amerikanischer Soldaten und bestimmter deutlicher sexueller Inhalte allerdings über längere Zeit zu den verbotenen Werken der US-amerikanischen Literatur und wurde häufig aus Schulen, Bibliotheken und Lehrplänen verbannt. Ebenso wurden Vonneguts Bücher vom Obersten Gerichtshof der Vereinigten Staaten zensiert, wo seine Werke Gegenstand in Sachen Island Trees School District v. Pico 457 US 853 (1982) waren.
Vor allem fand zum Erscheinungszeitpunkt eine Szene, in der die Kreuzigung Christi dargestellt wird, viel Kritik von US-amerikanischen Kirchenverbänden.
Aus heutiger Sicht bedeutete Slaughterhouse Five nicht nur den endgültigen Durchbruch für Vonnegut als Autor, sondern wird literaturgeschichtlich zu den bedeutendsten Romanen der amerikanischen Literatur nach 1945 gezählt.

## Der Reportageaspekt
Vonnegut verglich das bombardierte Dresden mit der Mondoberfläche. Die Opferstatistiken bezog er aus dem Buch Die Zerstörung Dresdens des später als Geschichtsrevisionisten und Holocaustleugner auftretenden Publizisten David Irving. Die dortigen Angaben von 135.000 Toten wurden seitdem nach unten korrigiert. Die vom Oberbürgermeister von Dresden 2004 beauftragte Historikerkommission geht von maximal 25.000 Opfern der Februar-Luftangriffe aus.
Vonnegut erwähnt an mehreren Stellen des Romans Kerzen und Seife, die von den Deutschen aus dem Körperfett ermordeter Juden und „Zigeuner“ hergestellt worden seien und von Kriegsgefangenen und Soldaten verwendet wurden. Die Idee dazu stammt vom Arzt Rudolf Spanner, der ein Verfahren zur Seifenherstellung aus menschlichen Körpern entwickelte, das nach Zeugenaussagen bei den Nürnberger Prozessen an den Leichen von KZ-Häftlingen des KZ Stutthof und aus dem Danziger Krankenhaus angewandt wurde.

## Adaptionen

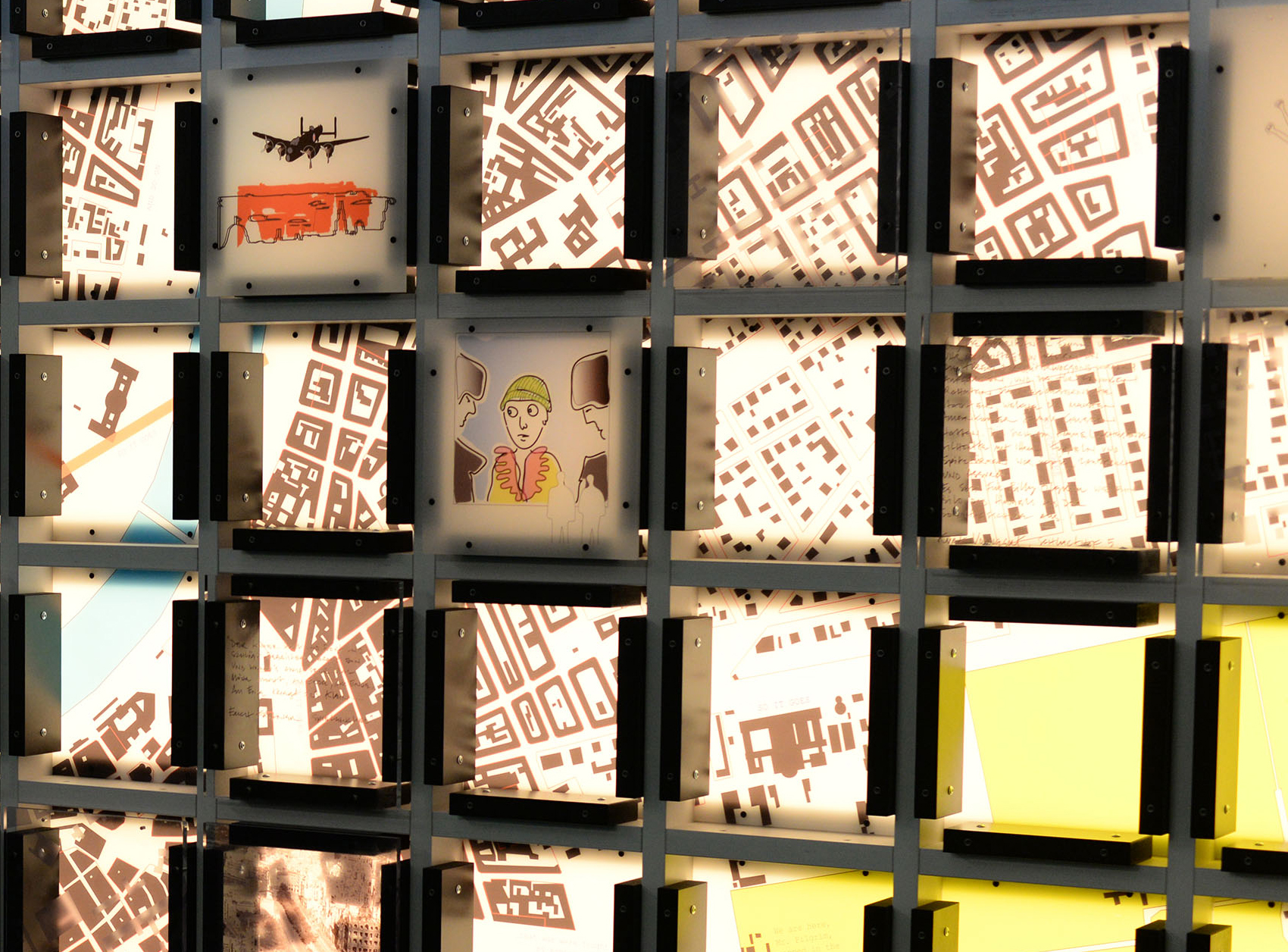
Gedenkwand Schlachthof 5 am Originalschauplatz des Romans, heute: Messe Dresden (Künstler/Architekt, Foto: Ruairí O’Brien)

1972 wurde der Roman vom Regisseur George Roy Hill verfilmt. Schlachthof 5 (Slaughterhouse-Five) erhielt im selben Jahr den Preis der Jury bei den Filmfestspielen von Cannes und gewann 1973 den Saturn Award für den besten Science-Fiction-Film.
Eine Bühnenfassung von Nicolas Stemann wurde am 10. Juni 2005 im Schauspielhaus Hannover uraufgeführt. 1996 wurde der Stoff von dem Komponisten Hans-Jürgen von Bose als Auftragswerk der Bayerischen Staatsoper zu der Oper Schlachthof 5 verarbeitet, die 1996 in München uraufgeführt wurde.
2012 schuf der irische Architekt und Künstler Ruairí O’Brien eine Gedenkwand zu dem Stoff, ausgestellt am Schauplatz des Romans, im Keller des ehemaligen Vieh- und Schlachthofes Dresden (heute Messe Dresden).
Die norwegische Rockband Madrugada wurde zum Teil von Vonnegut beeinflusst: Auf dem 2002 erschienenen Album »Grit« befindet sich der Song »come back Billy Pilgrim«; auch die 2005 veröffentlichte Live-CD trägt den Namen »Live at Tralfamadore«, was dementsprechend Platz für Interpretationen lässt.
2020 entwarf der russische Theaterregisseur Maxim Didenko eine neue Bühnenfassung von „Schlachthof 5“, welche im September 2020 in HELLERAU – Europäisches Zentrum der Künste Dresden uraufgeführt wurde. Die Inszenierung ist als multimediales Musiktheaterprojekt an der Schnittstelle von Theater, Tanz, Musik und Performance konzipiert. Die eigens für das Stück komponierte Musik von Vladimir Rannev wurde live von AuditivVokal Dresden szenisch aufgeführt. (Quelle: Programmheft)
2022 erschien „Schlachthof 5 oder Der Kinderkreuzzug: Ein Pflichttanz mit dem Tode“ adaptiert durch Ryan North und gezeichnet durch Albert Monteys als Graphic Novel in deutscher Sprache.

## Ausgaben
- Slaughterhouse-Five, or The Children’s Crusade: A Duty-Dance with Death. Delacorte Press, New York, NY 1969, ISBN 0-385-31208-3 (amerikanische Erstausgabe).
- Schlachthof 5 oder Der Kinderkreuzzug. Übersetzt von Kurt Wagenseil. Hoffmann und Campe, Hamburg 1970, ISBN 3-455-07955-5 (deutsche Erstausgabe).
- Schlachthof 5 oder Der Kinderkreuzzug (= rororo. Bd. 1524). Übersetzt von Kurt Wagenseil. Rowohlt Taschenbuch Verlag, Reinbek 1972, ISBN 3-499-11524-7 (Taschenbuchausgabe).
- Schlachthof 5 oder Der Kinderkreuzzug. Übersetzt von Kurt Wagenseil. Verlag Volk und Welt, Berlin 1976, OCLC 56543780 (DDR-Ausgabe).
- Schlachthof 5 oder Der Kinderkreuzzug (= rororo. Bd. 25313). Übersetzt von Kurt Wagenseil. Rowohlt Taschenbuch Verlag, Reinbek 2010, ISBN 978-3-499-25313-3 (Neuausgabe).
- Hörbuch: Schlachthof 5. Gelesen von Jan Josef Liefers. Produktion RBB 2004. Der Audio Verlag, Berlin 2005, ISBN 3-89813-397-4.
- Schlachthof 5 oder Der Kinderkreuzzug. Ein Pflichttanz mit dem Tod. Aus dem amerikanischen Englisch übersetzt von Gregor Hens. Hoffmann und Campe, Hamburg 2016, ISBN 978-3-455-40555-2 (Neuübersetzung).